# HIDEKI MY LOVE Hideki Saijo IN BUDOKAN
『HIDEKI MY LOVE Hideki Saijo IN BUDOKAN』（ヒデキ・マイ・ラブ ヒデキ・サイジョウ・イン・ブドウカン）は、西城秀樹の1982年2月10日に発売されたライブ・ビデオ（VHD）である。2015年7月15日にはDVD化されている。

## 内容
西城秀樹が1981年11月3日に日本武道館において開催した、第8回コンサート『HIDEKI MY LOVE／Hideki Saijo IN BUDOKAN』の模様が収録されている。
- 1982年2月10日にVHD作品として発売された。
- 2015年7月15日発売の復刻DVD『THE STAGES OF LEGEND - 栄光の軌跡 - HIDEKI SAIJO AND MORE』（9枚組）の中の9枚目に収録されている。

## 1982年・VHD収録曲
Side-1
1. IL MONDO（限りなき世界）
作詞: G.Meccia-J.Fontana、作曲: C.Pes、日本語詞: 根上淳、編曲: 前田憲男
2. あなたしか見えない（DON'T CRY OUT LOUD）
作詞: P.Allen、作曲：C.B.Sager、編曲: 前田憲男
  - 伊東ゆかりのカバー
3. いつか（SOME DAY）
作詞: 吉田美奈子、作曲：山下達郎、編曲: 前田憲男
4. ロンサム・シティー
作詞: 松本隆、作曲：大滝詠一、編曲: 前田憲男
  - アルバム『ポップンガール・ヒデキ』収録曲
5. 今はもうだれも
作詞・作曲: 佐竹俊郎、編曲: 前田憲男
  - アリスのカバー
6. 秋
作詞: 阿久悠、作曲: 三木たかし、編曲: 前田憲男
  - アルバム『若き獅子たち』収録曲
7. 抜け殻
作詞・作曲: 松崎しげる、編曲: 前田憲男
8. 歌の贈り物（I WRITE THE SONGS）
作詞・作曲: B.Johnston、編曲: 前田憲男
  - バリー・マニロウのカバー

Side-2
1. Medley
  - 勇気があれば

作詞: 山川啓介、作曲: 筒美京平、編曲: 前田憲男
  - 遙かなる恋人へ

作詞: 竜真知子、作曲: 馬飼野康二、編曲: 前田憲男
  - ラストシーン

作詞: 阿久悠、作曲: 三木たかし、編曲: 前田憲男
  - ブルースカイ ブルー

作詞: 阿久悠、作曲: 馬飼野康二、編曲: 前田憲男
2. ホップ、ステップ、ジャンプ
作詞: 山崎光、作曲: 水谷公生、編曲: 前田憲男
3. YOUNG MAN (Y.M.C.A.)
作詞: V.Willis-H.Belolo、作曲: J.Morali、日本語詞: あまがいりゅうじ、編曲: 前田憲男
4. 炎
作詞: 阿久悠、作曲: 馬飼野康二、編曲: 前田憲男
5. ブーメランストリート
作詞: 阿久悠、作曲: 三木たかし、編曲: 前田憲男
6. 君よ抱かれて熱くなれ
作詞: 阿久悠、作曲: 三木たかし、編曲: 前田憲男
7. 傷だらけのローラ
作詞: さいとう大三、作曲: 馬飼野康二、編曲: 前田憲男
8. おやすみ
作詞・作曲: 井上陽水、編曲: 前田憲男

## 2015年・復刻DVD（9枚目）収録曲
1. IL MONDO（限りなき世界）
作詞: G.Meccia-J.Fontana、作曲: C.Pes、日本語詞: 根上淳、編曲: 前田憲男
2. ホップ、ステップ、ジャンプ
作詞: 山崎光、作曲: 水谷公生、編曲: 前田憲男
3. YOUNG MAN (Y.M.C.A.)
作詞: V.Willis-H.Belolo、作曲: J.Morali、日本語詞: あまがいりゅうじ、編曲: 前田憲男
4. 炎
作詞: 阿久悠、作曲: 馬飼野康二、編曲: 前田憲男
5. ブーメランストリート
作詞: 阿久悠、作曲: 三木たかし、編曲: 前田憲男
6. 君よ抱かれて熱くなれ
作詞: 阿久悠、作曲: 三木たかし、編曲: 前田憲男
7. 傷だらけのローラ
作詞: さいとう大三、作曲: 馬飼野康二、編曲: 前田憲男
8. おやすみ
作詞・作曲: 井上陽水、編曲: 前田憲男

## 日本武道館コンサート関連作品
- MEMORY - 西城秀樹20歳の日記
- HIDEKI LIVE'76
- 永遠の愛7章/西城秀樹
- HIDEKI RECITAL - 秋ドラマチック
- JUST RUN'84 HIDEKI
- '85 HIDEKI Special in Budokan - for 50 songs -